# 希波纳克斯
希波纳克斯（英語：Hipponax，前540年—前487年）。古希腊以弗所的抑扬格诗人之一。后被放逐到科拉佐美纳埃。他创作有讽刺、粗俗甚至是辱骂性的诗歌，为跛脚音步的创始人。亦是模仿滑籍作品的始祖。他的作品现仅存有残篇。在古希腊流传有不少关于他的传说故事，成为雕刻家创作的重要来源。

## 扩展阅读
- 本条目包含来自公有领域出版物的文本: Chisholm, Hugh (编).  (第11版). London: Cambridge University Press. 1911.